# Alcesti e Admeto
Alcesti è Admeto è un affresco rinvenuto nella casa del Poeta Tragico a Pompei e custodito all'interno del Museo archeologico nazionale di Napoli.

## Storia
Ubicato su una parete del tablino della casa del Poeta Tragico, l'affresco venne realizzato il 50 e il 79. Fu ritrovato il 22 gennaio 1825 e successivamente staccato per ricavarne un quadro.

## Descrizione
La scena raffigurata nell'affresco è la lettura dell'oracolo di Apollo ad Alcesti e Admeto. Il primo piano è la coppia di sposa seduta: a destra è Alcesti, con velo sul capo e mano destra sotto al mento in atteggiamento pensieroso, mentre a sinistra è Admeto, abbigliato solo con un mantello che gli copre le gambe, una spada poggiata nei pressi della seduta e mano destra che indica il giovane, seduto davanti alla coppia, intento a leggere l'oracolo.
Alle loro spalle, in una sorta di tribuna, sono poste due coppie: quella di destra è identificata come Apollo, con capo nimbato, faretra e arco, e una donna, vestita con un velo che le copre anche la testa, rivolta verso il dio, mentre quella di sinistra, raffigura due persone anziane, vestiti con abiti poveri, a voler simboleggiare la morte; è plausibile che questa coppia siano i genitori di Admeto, contrariamente a quanto creduto in un primo momento quando si ritenne potessero essere la nutrice e il pedagogo dei figli di Alcesti.